# Quartinia poecila
Quartinia poecila är en stekelart som först beskrevs av Schulthess 1930.  Quartinia poecila ingår i släktet Quartinia och familjen Masaridae. Inga underarter finns listade i Catalogue of Life.